# گمینا بابوشوو
گمینا بابوشوو (به لهستانی:  Gmina Baboszewo) یک گمینا در لهستان است که در شهرستان پوونگسک واقع شده‌است. گمینا بابوشوو ۱۶۲٫۳۵ کیلومتر مربع مساحت و ۸٬۱۳۸ نفر جمعیت دارد.